# OFK Sliwen 2000
OFK (Obschtinski futbolen Klub) Sliwen 2000 (bulgarisch Общински футболен кулб Сливен 2000, kurz OFK Sliwen) ist ein bulgarischer Fußballverein aus Sliwen. Der ehemalige Erstligist spielt momentan unterklassig, denn in der Spielzeit 2012/13 stieg er aus der zweiten bulgarischen Fußball-Liga ab.

## Geschichte
Sliwen OFK 2000 wurde am 29. Februar 2000 gegründet, nachdem der FK Sliwen bankrott war. Der FK Sliwen wurde 1914 als erster lokaler Fußballverein in Sliwen gegründet. Sliwen hatte zwischen 1914 und 1963 verschiedene Namen, z. B. Assenowez, DNA, General Saimow, Mlada Gwardia etc.
Nachdem der Verein in der Saison 1963/63 in die A Grupa aufstieg, bekam er den Namen FK Sliwen. Zwischen 1963 und 1983 spielte der Verein meistens mit Platzierungen im Ligamittelfeld in der A Grupa, bis man 1983/84 den dritten Platz der A Grupa belegte und damit in den UEFA-Cup einzog. Man schied aber gegen FK Željezničar Sarajevo aus. Den bislang größten Erfolg hatte der Verein 1990, als man den Bulgarischen Pokal gegen ZSKA Sofia (2:0) gewann. Die Tore erzielten Valeri Valkov und Jordan Letschkow. Dadurch zog man in den Cup der Pokalsieger ein, schied aber in der ersten Runde gegen Juventus Turin aus.
In den Jahren danach verließen alle guten Spieler den Verein und man konnte keine Erfolge mehr erzielen. Sliwen stieg in die regionale Fußballliga ab und war 2000 bankrott. 2000 wurde der Verein wieder gegründet und vom Ex-Spieler Jordan Letschkow geleitet. Es begann eine kurze Ära des sportlichen Erfolgs: 2005 stieg Sliwen in die 2. Liga auf und 2008 schaffte man den Sprung in die erste Liga.